# Élément conjugué
Pour les articles homonymes, voir Conjugaison (homonymie).
En mathématiques, les éléments conjugués d'un élément algébrique x sur un corps K sont les racines de son polynôme minimal sur K, dans une extension L de K où ce polynôme est scindé.
De façon équivalente, les conjugués de x sont les images de x par les automorphismes de L/K.   

## Exemples
- Si α est un élément de K, son polynôme minimal sur K est X – α donc son seul conjugué sur K est lui-même.
- Si α = a + ib est un nombre complexe non réel, c'est-à-dire si sa partie imaginaire b est non nulle, alors son polynôme minimal sur ℝ est (X – α)(X – α) = X2 – 2aX + a2+b2 donc ses conjugués sur ℝ sont α lui-même et son nombre complexe conjugué α.
- Les racines cubiques de l'unité dans ℂ sont

Sur ℚ, j et j2 ont pour polynôme minimal commun X2 + X + 1 et sont conjugués.
Plus généralement, les racines primitives n-ièmes de l'unité dans ℂ ont pour polynôme minimal sur ℚ le n-ième polynôme cyclotomique et sont conjuguées sur ℚ.

## Propriétés
- Le polynôme minimal de α sur K est scindé sur toute extension normale L de K contenant α (par exemple une clôture algébrique de K, ou même seulement un corps de décomposition du polynôme)[1]. Les conjugués de α sont alors les images de α par les éléments du groupe de Galois de l'extension.
- Soient α un entier algébrique non nul et |α|, le plus grand des modules de ses conjugués sur ℚ. Kronecker a démontré[2],[3],[4] que

1. si |α| est inférieur ou égal à 1 alors α est une racine de l'unité ;
2. si |α| est inférieur ou égal à 2 et α est totalement réel, c'est-à-dire si tous les conjugués de α sur ℚ appartiennent à l'intervalle réel [–2,2], alors α est de la forme 2 cos(πr) pour un certain rationnel r.

Le point 1 peut se déduire du lemme suivant (utile par ailleurs dans la démonstration du théorème des unités de Dirichlet,) : pour tout entier n et tout réel C, il n'existe qu'un nombre fini d'entiers algébriques α tels que le degré (du polynôme minimal) de α soit inférieur ou égal à n et que |α| ≤ C.
Il existe divers raffinements de ce point 1 fournissant, en fonction du degré de α, une majoration de |α| moins contraignante mais encore suffisante pour que α soit racine de l'unité.

## Conjugués d'un polynôme
Supposons que f(x) soit un polynôme  séparable et irréductible dans K[X], et qu'il existe une extension M/K et un polynôme g dans M[X] tel que g divise f dans M[X].
Si l'on dénote par L le corps de décomposition de f sur K, L/K est galoisienne, et L[X]/K[X] est isomorphe à L/K. De plus, les coefficients de g appartiennent à L. En particulier, le polynôme g est algébrique sur K[X], et donc possède des éléments conjugués sur K[X] : l'ensemble des conjugués de g s'obtient en appliquant les automorphismes de Gal(L/K) sur les coefficients de g.

### Propriétés
Il est naturel de penser que le produit des conjugués de g est égal à f, mais c'est inexact, sauf si g est irréductible et que f est primitif, dans le sens où L/K est engendré par une seule racine de f[réf. souhaitée].
En général, le produit des conjugués de g est égal à cfn, où c appartient au corps K et n est un nombre naturel[réf. souhaitée].